# Лицемерие
Лицеме́рие — моральное качество, состоящее в том, что заведомо неправильным поступкам (совершаемым ради эгоистических интересов, по низменным мотивам и во имя антигуманных целей) приписывается псевдоморальный смысл, возвышенные мотивы и человеколюбивые цели.

## Этимология
Слово «лицемер» буквально означает человека, меняющего лица, то есть актёра, от древнегреческого слова гипокрити́с (ὑποκριτής).

## Лицемерие в этике
Лицемерие — способ скрыться под маской добродетели, чтобы избежать наказания либо получить награду, или же боязнь осуждения (трусость).
По мнению Игоря Кона, лицемерие — это «отрицательное моральное качество, состоящее в том, что заведомо безнравственным поступкам (совершаемым ради эгоистических интересов) приписываются псевдоморальный смысл, возвышенные мотивы и человеколюбивые цели. Это понятие характеризует образ действий, с точки зрения соотношения его действительного социального и нравственного значения и того значения, которое ему пытаются придать. Лицемерие противоположно честности, искренности — качествам, в которых проявляется осознание и открытое выражение человеком подлинного смысла его действий».

## Лицемерие культурное
Согласно Зигмунду Фрейду, культурное лицемерие — особое состояние, поддерживаемое обществом из-за присущего ему чувства неуверенности и потребности защитить свою очевидную лабильность запретом критики и обсуждения. Возникает из-за того, что общество требует осуществления высокого идеала нравственности от каждого своего члена, не заботясь, насколько трудно это даётся. Вместе с тем оно не настолько богато и организованно, чтобы могло вознаграждать каждого в меру его отказа от удовлетворения влечений. Так что оно предоставляет самому индивиду решить вопрос, каким путём он может получить достаточную компенсацию за принесённую жертву, чтобы сохранить душевное равновесие. В общем, он вынужден психологически жить вне своих возможностей, ибо неудовлетворённые влечения заставляют ощущать требования культуры как постоянный гнёт.

## Исследование лицемерия
Ощущение неудобства, дискомфорта и беспокойства, которое испытывают люди, когда их истинные и декларируемые эмоции не совпадают, легло в основу разработанной американским психологом Леоном Фестингером на основе психологических экспериментов теории когнитивного диссонанса. Одноимённая книга принесла Фестингеру международную известность. Закон, выведенный Фестингером в этой книге, гласит: два элемента мышления находятся в диссонантных отношениях, если из одного из них следует противоречие другому, и это побуждает личность к поведению, сокращающему диссонанс. Пути преодоления диссонанса экспериментально изучены и описаны Фестингером в этой книге и в последующих работах: «Факторы сдерживания и усиления: психология недостаточного поощрения» (Стэнфорд, 1962), «Конфликты, решение и диссонанс».
В своих настоящих работах западные исследователи часто акцентируют внимание конкретно на феномене морального лицемерия, под которым в широком смысле подразумевается любое отступление от моральных стандартов, в частности, вне зависимости от того, были они публично выражены или нет. При этом западные учёные выделяют три формы морального лицемерия: моральное двуличие, моральную слабость и двойные стандарты.

### Моральное двуличие
Моральное двуличие также называют моральным обманом (moral deception), который заключается в «мотивации производить моральное впечатление, по возможности избегая затрат на то, чтобы быть действительно моральным». Лицемерие в данном случае носит исключительно межличностный характер, поскольку обманчивые моральные утверждения или действия публичны и направлены на конкретного человека или аудиторию, которую он представляет. Исследователи из Стэнфордского университета Бенуа Монин и Анна Мерритт, таким образом, определяют моральное двуличие как форму межличностного обмана, которая предполагает публичную трансляцию некоторой морали по основаниям, не связанным с самой моралью. Учёные также выяснили, что поведенческое несоответствие моральным стандартам (behavioral inconsistency) не всегда связано со злым умыслом — иногда люди просто не способны следовать тем моральным нормам, которые они озвучили публично.Так, примером морального двуличия может служить благотворительная политика американской табачной компании Philip Morris International в 1999 году, когда она пожертвовала на собственно благотворительность свыше 60 миллионов долларов, в то время как затраты на рекламу морального облика компании составили 108 миллионов долларов.

### Моральная слабость
Моральная слабость — это простая форма морального лицемерия, связанная с неспособностью человека жить в соответствии с моральными ценностями. Любопытно, что существуют исследования, опровергающие наличие какой-либо корреляции между конкретными моральными ценностями и уровнем проявления моральной слабости. Зачастую люди объясняют собственное отступление от некоторых моральных ценностей через бо́льшую актуальность и значимость других моральных ценностей в конкретный момент времени. Так, например, несправедливое поведение по отношению к близким может объясняться заботой о них. Также данная форма морального лицемерия, в отличие от морального двуличия или двойных стандартов, носит по большей мере не межличностный, а внутриличностный характер.

### Двойные стандарты
Исследователи из Северо-Восточного университета Пьеркарло Вальдесоло и Дэвид ДеСтено определяют двойные стандарты как такую форму морального лицемерия, при которой собственные моральные проступки или моральные проступки группы, с которой человек себя идентифицирует, оцениваются в меньшей степени негативно, чем чужие. Учёные выяснили, что эмоции тесно связаны с уровнем проявления двойных стандартов: вина снижает его, а гнев, напротив, повышает. Однако, причинным основанием для включения механизмов работы двойных стандартов, скорее всего, будет фундаментальная ошибка атрибуции: оценивая моральные проступки других, люди склонны приписывать им соответствующие личностные черты (аморальность, безнравственность и т. д.); когда же речь заходит об оценке собственных моральных проступков, люди исходят в своих суждениях из внешней, а не внутренней атрибуции, объясняя своё поведение уже не наличием диспозиций, но ситуацией, внешними обстоятельствами.

## Отношение к лицемерию в вероисповеданиях

### Христианство
Лицемерие (греч. ὑποκριτής гипокрити́с — «актёр; притворщик», от ὑπό гюпо́ — «под» и κρίνω кри́но — «судить») — есть грех двоедушия, духовный недуг души человеческой, подлежащий исповеданию в таинстве исповеди, помогающем душе человека получить исцеление от Господа. «В основе лицемерия лежит ложь, а отец лжи — дьявол. Жизнь лицемера не может быть жизнью в Боге, ею всегда управляет злое начало. Не может устоять царство, которое разделится внутри себя». Лицемерный, двоедушный человек живёт двумя жизнями. Одна из них видна окружающим, другая — внутренняя, сокровенная.
В Новом завете лицемером считается:
1. Человек, делающий что-либо с тем намерением, чтоб видели люди (см. Мф. 6:1).

Лицемерие стало главной темой английской политической истории в начале XVII века. Акт о веротерпимости 1689 года допускал определённые права, но лишал протестантских нонконформистов (таких как конгрегационалисты и баптисты) важных прав, в том числе права занимать должности. Нонконформисты, которые хотели получить должность, демонстративно принимали англиканское таинство раз в год, чтобы избежать ограничений. Англиканцы высокой церкви были возмущены и объявили вне закона то, что они называли «случайным соответствием» в 1711 году Актом о случайном соответствии 1711 года.

### Ислам
В исламе лицемеров обозначают термином мунафик, а лицемерие — нифак. Мунафик внешне себя показывает набожным мусульманином, но не является верующим. Первое же упоминание о лицемерах было ниспослано пророку Мухаммеду в самом конце мекканского периода его жизни. Признаки лицемеров проявляются либо в убеждениях, либо в поступках.
Ислам считает лицемерие худшим грехом, чем неверие. Согласно Корану, после смерти лицемеры будут вечно пребывать в нижнем (самом мучительном) уровне ада. Блуждая между верой и неверием, лицемеры занимаются интригами и создают вокруг себя смуту. Они могут совершать действия, соответствующие шариату, но делают они это напоказ. Лицемеры с трудом поднимаются на молитвы, дают ложные клятвы, пытаясь отвратить окружающих от религии. Они распространяют среди верующих ложные слухи; посмеиваются над знамениями Аллаха; поступают только в соответствии со своими личными интересами; в бою они убегают от врагов, а в случае победы пытаются заполучить свою долю от военных трофеев.
Лицемерие в поступках имеет место в случае некоторой схожести поступков людей с поступками лицемеров. При этом, нельзя утверждать, что лицемерие проникло в убеждения таких людей. Согласно преданию, пророк Мухаммад сказал: «Имеется три признака лицемерия человека: разговаривая с кем-то, он лжёт, не сдерживает своих обещаний, не сохраняет в неприкосновенности то, что ему доверили другие люди». Вероятность того, что лицемерие в некоторых поступках может стать убеждением людей их совершающих, велика. Мусульманину, ощущающему в себе признаки этого вида лицемерия, необходимо раскаяться и срочно принять меры для своего исправления. В Русском переводе Корана (Кулиев) сказано: 
«Горе молящимся, (4)
которые небрежны к своим намазам,(5)
которые лицемерят, (6)
и отказывают даже в мелочи!» (7) 
(107:4-7).

### Иудаизм
Лицемерие в иудаизме — отрицательный и непристойный поступок. Примеры можно найти в Торе, Талмуде и Галахе: «וַיִּשְׂנְאוּ אֹתוֹ וְלֹא יָכְלוּ דַּבְּרוֹ לְשָׁלֹם»[1 ,о братьях Иосифа сказано «и будут ненавидеть его и не могли смириться с ним». Раши объясняет: «уста и сердце в рознь». Гемара в Брахот запрещает лицемеру учиться в Бейт Мидраше. Молитвенник, согласно Псалму Авот: «Богобоязненный человек открыто признаёт правду и говорит правду в своём сердце».